# Lysiteles sorsogonensis
Lysiteles sorsogonensis là một loài nhện trong họ Thomisidae.
Loài này thuộc chi Lysiteles. Lysiteles sorsogonensis được Alberto Barrion & James A. Litsinger miêu tả năm 1995.